# Alpha et Omega (série littéraire)
Pour les articles homonymes, voir Alpha et oméga.
Alpha et Omega (titre original : Alpha and Omega) est le nom d'une série de fantasy écrite par Patricia Briggs et qui se déroule dans le même univers que la série Mercy Thompson.

## Résumés
Anna n'avait pas idée que les loup-garous existaient jusqu'à cette nuit où elle a survécu à une attaque et en est devenue un elle-même. Après 3 ans passé au bas de l'échelle sociale de la meute, elle a appris à garder la tête baissée et ne jamais faire confiance à un mâle dominant. Mais Anna est un loup-garou très rare : elle est un omega. Et l'un des loup-garous des plus puissants du pays va se rendre compte de sa valeur en tant que membre de la meute mais aussi en tant que femelle.

### Préquelle:Alpha et Omega: L'Origine
Anna est un loup-garou depuis trois longues années. Brutalisée par sa meute, éloignée de sa famille, elle survit dans un monde qu'elle subit.
Intriguée par un article de journal, et se questionnant sur les agissements de sa meute, elle prend la décision d'alerter le Marrok, le chef de tous les loups d'Amérique.
Elle se retrouve, un peu malgré elle, à s'occuper de l'enquêteur envoyé par le Marrok, son propre fils, Charles. Enquêteur, ou exécuteur ? 
Alors que Charles cherche à en savoir plus sur la meute de Chicago, il va se retrouver face à un problème tout aussi insoluble...
... Anna est une Omega.

### Tome 1:Le Cri du loup
Anna accepte de suivre Bran, le Marrok, et Charles, encore blessé et sous sa forme de loup, jusqu'au Montana, où ceux-là résident. Mais face à un homme aussi dominant que son compagnon, des doutes apparaissent : sera-t-elle un jour capable de contrôler ses appréhensions ? 
Asil, le Maure, qui a vécu pendant deux siècles avec une Omega pourra-t-il aider le couple ?
Mais déjà, un nouveau mystère plane : un loup solitaire, dans la montagne, s'en prend aux promeneurs.
Vraiment?

### Tome 2:Terrain de chasse
Le Marrok prépare un grand coup : il veut révéler à tous l'existence des loups-garous. Il organise une conférence mondiale, pour prévenir tous les Alphas. Mais Charles et Anna le remplacent à la dernière minute.
Très vite, certains loups semblent opposés à la révélation. Jean, la Bête du Gévaudan, et chef des Alphas français semble particulièrement opposé à Charles. Parallèlement, Arthur, l'Alpha anglais se montre étrange.
Un groupe de vampires qui agissent comme des loups, une fae qui faillit à sa parole, et les conséquences pourraient être terribles.

### Tome 3:Jeu de piste
Maintenant que les loups-garous ont révélé leur existence aux humains, ils ne peuvent plus se permettre toute mauvaise publicité. Les infractions qui aurait être ignorées par le passé sont maintenant punies et le stress de devoir faire le sale boulot pour son père commencent à se faire sentir chez Charles.
Quoi qu'il en soit, Charles et Anna sont envoyés à Boston lorsque le FBI demande l'aide de la meute sur une affaire de tueur en série. Ils s'aperçoivent rapidement que si les deux dernières victimes étaient des loups-garous la plupart d'entre-elles étaient des faes, demi-faes ou faes soupçonnés. Quelqu'un s'en prend à leur espèce. Et cette enquête a mis Anna et Charles directement dans le collimateur du tueur.

### Tome 4:Entre chien et loup
Pour l'anniversaire d'Anna, Charles décide de lui acheter un cheval. Qui de mieux placé pour lui conseiller une fidèle monture que son vieil ami, Joseph, et son fils Kage.
Le couple de loup-garou part donc en vacances en vue de choisir la monture de notre héroïne. Malheureusement, un Fae fait des siennes et s'en prend aux enfants du fils de Joseph. Mais c'était sans compter sur Anna et Charles!

### Tome 5:Dans la gueule du loup
Ce sont les loups sauvages et blessés. Les loups-garous trop brisés pour vivre en toute sécurité parmi les leurs. Pour leur propre bien, on les exile à la périphérie de la meute du Marrok ; suffisamment près pour obtenir de l’aide, assez loin pour ne blesser personne.
Mais le Marrok est absent quand Charles et Anna reçoivent un appel à l’aide de la part du compagnon fae d’une de ces louves, victime d’une tentative d’enlèvement. Charles et Anna devront utiliser tous leurs talents de guerrier et de diplomate pour retrouver les assaillants et faire face à une magie des plus sombres, surgie d’un passé aussi lointain que difficile…

### Tome 6:La Voix du passé
Au cœur des montagnes sauvages du nord de la Californie, tous les habitants d'un village ont subitement disparu, comme s'ils s'étaient évaporés dans la nature. Craignant une intervention surnaturelle, le FBI décide de faire appel à une équipe de choc : Charles et Anna, qui les ont déjà aidés par le passé.
Mais très vite, il semble qu'une ville déserte est le moindre des mystères à élucider. La mort rôde dans la forêt, et Charles et Anna doivent répondre à son appel.
Une entité ancienne et dangereuse s'est éveillée dans les montagnes... et ce n'est pas sa première rencontre avec des loups-garous.

## Personnages
- Anna : Louve-garou changée contre son gré, elle est au bas de l'échelle d'une des deux meutes de Chicago. Très dominée, elle est violentée par toute la meute, sous les ordres de son Alpha. Il faudra l'intervention de Charles pour qu'elle apprenne son statut d'Omega qui en fait un membre à part, et la met à l'abri des ordres des Alphas. Pourvue d'un pouvoir calmant sur les loups, elle est enviée par les autres meutes. Peu attirée par le sang et la violence, terrorisée par les Alphas, elle n'a confiance qu'en Charles, avec qui elle partage une relation complexe, puisque leurs loups se sont aimés avant eux.

- Charles : 2e Fils du Marrok, il est né au printemps 1813. Il est très solitaire et a les traits salishs de sa mère. Elle lui a transmis quelques pouvoirs magiques (dont la capacité de changer facilement et rapidement, de créer des vêtements pour couvrir son corps lors du changement et d'effacer ses traces), qui, combinés à sa nature de loup ultra-dominant, en font un homme craint. Il est en 1re position pour succéder au Marrok. Il est le bras armé de son père et exécute les ordres qui lui sont donnés jusqu'à Anna. Avec elle viendra l'idée de vivre sa vie pour lui, et non plus pour son père. Ultra protecteur, inquiet pour sa compagne, il est parfois instable, mais serait prêt à tout pour elle. Sa fourrure est de couleur cannelle, plus foncée sur ses pattes, il est plus grand que son frère. Il est né loup-garou. Sa mère était mourante lorsque Bran l'a rencontré, changée et prise pour compagne. Elle a utilisé la magie de son père, qui était homme-médecine, pour s'empêcher de changer à la pleine lune mais ça l'a tué. Il est aussi un génie de la finance et s’occupe des finances de la meute.

- Bran : Marrok[note 1], chef de tous les Alphas d'Amérique, et reconnu comme le dominant de tous les Alphas, il dirige la meute du Montana, où il recueille également les loups « borderline ». Il a perdu les deux seules femmes qu'il ait jamais aimé, et ne veut plus jamais s'attacher comme il l'a fait précédemment, il a donc pris pour compagne Leah, qu'il est sûr de ne pas aimer. Il est aussi le Berserk. Il n'a pas l'air charismatique mais il contient sa puissance à tel point que certains loups-garous le prennent pour un vrai loup ou même un chien-loup à cause de sa taille. Bran a des traits banals et des cheveux blonds. Il ressemble à un jeune homme. Il est un peu télépathe, il a la possibilité de s'adresser à tous les loups par la pensée. Il s'est installé aux États-Unis en tant que trappeur-fourreur à la fin du XVIIIe siècle et a traversé le continent avec le cartographe David Thompson. Il rencontre tous les Alphas d'Amérique 2 fois par an.

- Samuel Llewellyn Cornick : Fils du Marrok également, il se présente comme un vieux loup qui ne sait plus trop pourquoi il vit. Il retourne chez Mercy Thompson au début du tome 1.

- Leo James : Alpha d'une des deux meutes de Chicago. La même meute dont on parle dans le tome 1 de Mercy Thompson. Son territoire se situe dans la banlieue ouest.

- Leah : Épouse du Marrok. C'est le loup de Bran qui a choisi Leah afin de ne pas trop s'y attacher. Elle est antipathique. Elle apparait aussi dans le 1er tome de Mercy Thompson.

- Loup-garou : Pour devenir loup-garou, il faut que la victime soit proche de la mort. Le changement est difficile, généralement, la victime meurt. La plupart du temps, il est colérique et agressif mais pas forcément mauvais, il lui faut environ un quart d'heure pour changer de forme. Ce processus est très douloureux. Le loup-garou a un système immunitaire le protégeant de la vieillesse et de la maladie. Les loups dominants guérissent plus vite que les soumis. La fourrure des loups-garous ressemble au pelage des chiens. La position de la femelle dépend de celle du mâle dans la meute. Si elle est solitaire, elle est en dessous du mâle sauf s'il est très soumis. Une louve-garou ne peut pas avoir d’enfant à cause du changement lors de la pleine lune. Un loup-garou blessé est un danger pour lui et pour son entourage, il est généralement enfermé dans une cage. À cause de leur musculature dense, ils sont quasiment incapables de nager (certains utilisent ce moyen pour se suicider). Ils sont faits pour vivre en meute mais il existe des loups solitaires. Un loup est solitaire quand il ne veut pas intégrer une meute et ses règles ou qu'il n’est pas accepté. Le loup-garou peut sentir le mensonge. L’excitation chez les loups-garous a tendance à faire ressortir l’instinct combatif chez tous les mâles alentour. À part pour sa ou son compagnon permanent, le loup-garou n’a pas le droit de révéler son état, il risque une punition sévère ou la mort.

- L'Alpha est le chef de la meute de loups-garous. Il a tendance à captiver l'attention de tous, humains ou loups, même s'il est hideux. Il peut guérir très rapidement car il puise dans les ressources de sa meute.

- La meute de Bran : elle se situe dans le Montana, dans le village Aspen Creek. La population est d'une centaine de personnes dont environ 70 loups-garous. Lors de la pleine lune de novembre, tous ceux qui le veulent peuvent devenir loup-garou. Pour cela, la personne est presque tuée par Bran ou par un loup-garou aimé lors d'une cérémonie formelle dans l'espoir d'être changé.

## Ordre de lecture des romans des sériesMercy ThompsonetAlpha & Oméga
L'univers des romans de Patricia Briggs relatifs aux loups garous (séries Mercy Thompson et Alpha & Oméga) a un ordre de lecture :
1. L'Appel de la Lune (Mercy Thompson tome 1)
2. L’Origine (Alpha & Oméga tome 0)
3. Le Cri du loup (Alpha & Oméga tome 1)
4. Terrain de chasse (Alpha & Oméga tome 2)
5. Les Liens du sang (Mercy Thompson tome 2)
6. Le Baiser du Fer (Mercy Thompson tome 3)
7. La Croix d’ossement (Mercy Thompson tome 4)
8. Le Grimoire d’argent (Mercy Thompson tome 5)
9. La Marque du fleuve (Mercy Thompson tome 6)
10. Jeux de piste (Alpha & Omega tome 3)
11. La Morsure du givre (Mercy Thompson tome 7)
12. Entre chien et loup (Alpha & Oméga tome 4)
13. La Faille de la nuit (Mercy Thomson tome 8)
14. Ombre mouvante (Mercy Thompson recueil de nouvelles)
15. L’Étreinte des flammes (Mercy Thompson tome 9)
16. L’Épreuve du silence (Mercy Thompson tome 10)
17. Dans la gueule du loup (Alpha & Oméga tome 5)
18. Le Souffle du mal (Mercy Thompson tome 11)
19. L'Empreinte de la fumée (Mercy Thompson tome 12)
20. La Voix du passé (Alpha & Oméga tome 6)
21. La faucheuse d'âmes (Mercy Thompson tome 13)
22. Le Chant de l'hiver (Mercy Thompson tome 14)